# Кулишеві луги (заказник)
Кулише́ві луги́ — ботанічний заказник місцевого значення в Україні. Розташований у межах Варвинського району Чернігівської області, на південь від села Антонівка. 
Площа 174 га. Статус присвоєно згідно з рішенням Чернігівської обласної ради від 30.07.2010 року. Перебуває у віданні ДП «Прилуцьке лісове господарство» (Варвинське л-во, кв. 45-47). 
Статус присвоєно для збереження еталонних лісових ділянок з насадженнями вільхи і дуба. Вільха зростає у західній частині заказника, в межах лівобережної заплави річки Удай; дуб займає східну (підвищену) частину заказника. Рослинність заказника таеож представлена фрагментами лучних степів. 
Заказник характеризується багатою, рослинністю тваринним світом та чисельними популяціями рідкісних рослин.